# Sicyopterus longifilis
Sicyopterus longifilis är en fiskart som beskrevs av De Beaufort 1912. Sicyopterus longifilis ingår i släktet Sicyopterus och familjen smörbultsfiskar. IUCN kategoriserar arten globalt som otillräckligt studerad. Inga underarter finns listade i Catalogue of Life.